# 铜勺饼
铜勺饼是一种起源于广东韶关的有着千年历史的民间特色传统小吃，香酥可口，又称铜壳饼（广东话中“勺”读“壳”）、铜铁勺饼，亦可依照馅料称为花生饼、黄豆饼、酸菜饼等。铜勺饼外观为金黄色圆形薄片，中间半包裹有花生米等馅料。
在韶关市区通常可以在井巷、西桥街、十八街、上下街等老街一带购买到，价格比较便宜。

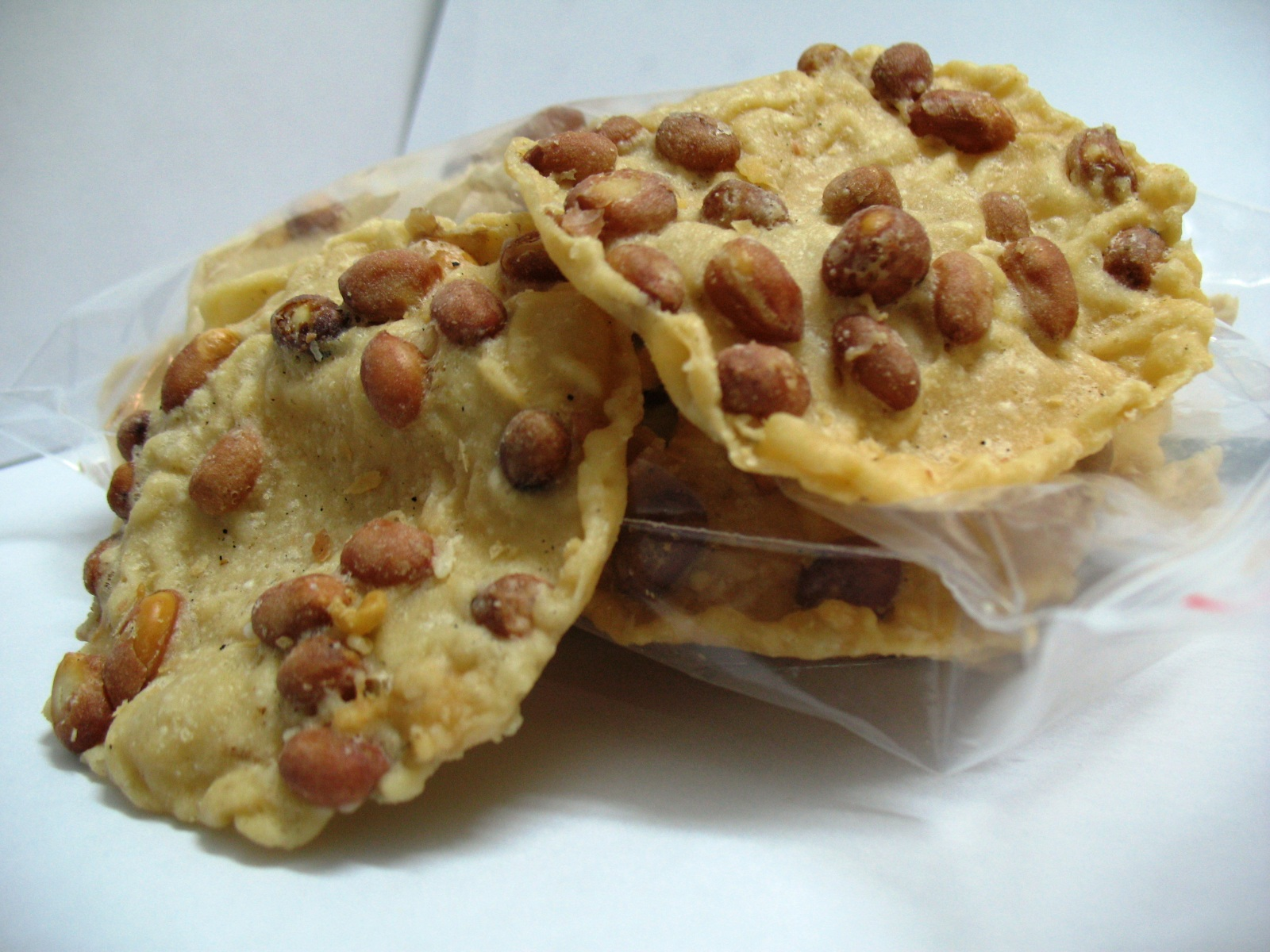
铜勺饼（花生）

## 铜勺饼的制作
通常以调好味的浓稠粘米浆倒入直径8～9厘米的浅平铜或铁勺内，放入馅料，然后再裹上一层米浆，放入油中炸酥。馅料可以随意，通常是花生米、酸菜或雪豆，也可以是黄豆、小鱼、虾、螺肉或混合辣椒等作馅。